# 福克斯克里克 (科羅拉多州)
福克斯克里克（英語：Fox Creek）是位於美國科羅拉多州科內霍斯縣的一個非建制地區。該地的面積和人口皆未知。

## 地理
福克斯克里克的座標為37°03′56″N 105°12′05″W / 37.06556°N 105.20139°W，而該地的平均海拔高度為2330米（即7644英尺）。